# Wierzchosławice (Klein-Polen)
Wierzchosławice is een dorp in het Poolse woiwodschap Klein-Polen, in het district Tarnowski. De plaats maakt deel uit van de gemeente Wierzchosławice en telt 3000 inwoners.